# Oakland Clippers (Fußball)
Die Oakland Clippers (1969 California Clippers) waren ein von 1967 bis 1969 bestehendes Fußball-Franchise aus der kalifornischen Stadt Oakland. Die Clippers wurden Meister der Premierensaison der National Professional Soccer League (NPSL) 1967, verpassten knapp die Play-offs der ersten Saison der North American Soccer League (NASL) und bestritten eine letzte Saison 1969 als ligaunabhängiges Team gegen ausländische Clubs auf US-Tournee sowie gegen regionale US-Auswahlen.
In der NPSL gehörten die Clippers zur Western Division. Ihr Torhüter Mirko Stojanović war zuvor einsatzloser jugoslawischer WM-Fahrer 1962 sowie jugoslawischer Pokalsieger und Meister mit Dinamo Zagreb bzw. Roter Stern Belgrad gewesen und war bester Torhüter der Liga. Mit 19 Siegen aus 32 Spielen waren die Clippers mit Abstand erfolgreichstes Team der Regular Season, das in Hin- und Rückspiel ausgetragene Finale der Saison gewann man gegen die Baltimore Bays mit 4:1 im Rückspiel nach einer 0:1-Niederlage in Baltimore.
Auch in der ersten Saison der NASL waren die Clippers die beste Mannschaft der Liga in der Regular Season nach Siegen, Tordifferenz und erzielten Toren, doch aufgrund einer besonderen Bonuspunktregelung schied man vor den Play-offs aus.
Im Anschluss an die Saison 1968 besiegten die Clippers im September kurz nacheinander zuerst den amtierenden englischen Meister Manchester City mit 3:1 und dann die israelische Nationalmannschaft mit 2:1.
Nach der Saison brach die NASL beinahe zusammen, um den Jahreswechsel bestanden keine zehn Teams mehr; als die Ligaverantwortlichen als Rettungsversuch für den Anfang der Saison 1969 statt eigener Teams ausländische Clubs unter dem jeweiligen Franchisenamen auflaufen ließen, um mehr Zuschauer anzulocken, beschloss die Führung der Clippers am Kader der Clippers festzuhalten und die NASL zu verlassen, um sich als ligaunabhängiges Team vollständig auf Freundschaftsspiele zu konzentrieren. Gleichzeitig wurde der Name zu California Clippers geändert. Von Januar bis zum 1. Juni gewannen die Clippers von 15 Spielen sieben, verloren sechs und trennten sich zweimal Unentschieden; sie fungierten als Gastgeber des California International Cup im Mai, bei dem sie bei einem Unentschieden gegen West Bromwich Albion sowohl gegen VFC Setúbal als auch gegen Dukla Prag verloren, von zwei Spielen gegen den amtierenden italienischen Meister AC Florenz verloren sie eins, gewannen jedoch das Rückspiel mit 4:2; die US-Nationalmannschaft besiegte man gar mit 4:0. Größte Aufmerksamkeit erregte jedoch eine Spielserie gegen den sowjetischen Spitzenclub und amtierenden Meister Dynamo Kiew bei der ersten US-Tournee einer Fußballmannschaft aus der UdSSR in den Vereinigten Staaten, jedes der drei Spiele lockte mehr als 10.000 Zuschauer ins Stadion; sportlich gewannen beide Mannschaften ein Spiel, das dritte endete 1:1, Unentschieden. Im Sommer 1969 lösten sich die Clippers auf.

## All-Star-Spieler der Clippers
- Mirko Stojanović  Jugoslawien (Torhüter: 1967, 1968 1st)
- Melvyn Scott  England (Verteidiger: 1967, 1968 1st)
- Momcilo Gavrić  Jugoslawien (Verteidiger: 1968 1st)
- Ilija Mitić  Jugoslawien (Mittelfeld: 1967; Angriff 1968 1st)
- Dimitri Davidović[8]  Jugoslawien (Mittelfeld: 1968 1st)
- Milan Čop  Jugoslawien (Mittelfeld: 1968 2nd)
- Mario Baesso  Brasilien (Angriff: 1967, 1968 2nd)

(Die NPSL wählte nur ein All-Star-Team, die NASL ein erstes (1st) und ein zweites (2nd) All-Star-Team)